# Girolamo Rorario
Girolamo Rorario ou Gerolamo Rorario, en latin Hieronymus Rorarius, est un humaniste italien, né en 1485 à Pordenone (Frioul) et mort dans cette ville en 1556. Il fut nonce de Clément VII en Hongrie et de Paul III en Pologne.

## Œuvres
Rorario écrit plusieurs Dialoghi qui n’ont pas été publiés de son vivant.
En 1543-1544, il écrit un traité Quod animalia bruta sæpe ratione utantur melius homine (Que les animaux sauvages utilisent souvent la raison mieux que l'homme), qui sera plublé par Gabriel Naudé à Paris en 1648 ; son édition n'est toutefois pas aussi complète que celle de Ribow (Helmstadt, 1728, in-8°). Rorario y démontre que l'homme abuse presque constamment de sa raison, tandis que les animaux ne s'écartent jamais de la route que le créateur leur a tracée ; il met en lumière les qualités des animaux qui prouvent qu’ils possèdent les facultés supérieures de l’âme qu’on leur conteste habituellement. Weiss estime que Boileau a tiré de cet ouvrage l’idée principale de sa Satire de l’homme et lui a emprunté plusieurs traits d'esprit. Cet opuscule a fourni à Bayle l'occasion de rassembler les divers sentiments des anciens et des modernes sur l'âme des bêtes (art. Rorarius de son Dictionnaire historique et critique). 
On cite encore un opuscule de cet auteur Oratio pro muribus (Plaidoyer pour les rats) (Coire, 1548).